# دانييلي مارتينيلي
دانييلي مارتينيلي (بالإيطالية: Daniele Martinelli)‏ (27 فبراير 1982 تورينو إيطاليا - ) هو لاعب كرة قدم إيطالي يلعب كمدافع.